# Ratwili
Ratwili est un évêque d'Aleth attesté entre vers 865 et 872 dans les actes du Cartulaire de Redon.

## Origine
Ratwili est vraisemblablement un membre de la puissante famille des machtierns de Ruffiac, Carentoir et Pleucadeuc. Il est cité comme arrière petit-fils de Iarnithin (I) († 821/824). Il est issu du lignage cadet de Uuorbili († 843). Contrairement à son père Catloiant († vers 865) et à son oncle et homonyme mort en 869, il n'est jamais cité comme machtiern sans doute parce qu'il se destinait à la vie monastique .

## Évêque
Successeur de l'évêque Rethwalatr,  Ratwili est mentionné dans les actes contemporains comme episcopo super episcopatum Sancti Macutis. C'est à lui que le moine Bili dédicace sa Vita S. Machutis Ratwili participe vers janvier 868 aux obsèques de Conwoion abbé de  Saint-Sauveur de Redon dans l'église du nouveau monastère de Maxent fondé par le roi Salomon de Bretagne.  C'est sans doute également pendant son épiscopat que le roi fait don à l'évêché d'Aleth du domaine de Saint-Malo-de-Beignon dans l'actuel département du Morbihan qui demeure ensuite la propriété de l'Évêché de Saint-Malo jusqu'à la Révolution française.